# Живково (Софійська область)
Жи́вково (болг. Живково) — село в Софійській області Болгарії. Входить до складу общини Іхтіман.

## Населення
За даними перепису населення 2011 року у селі проживали 563 особи.
Національний склад населення села:
| Національність   | Кількість осіб | Відсоток |
| ---------------- | -------------- | -------- |
| болгари          | 352            | 63,8%    |
| цигани           | 196            | 35,5%    |
| Всього відповіли | 552            |          |

Розподіл населення за віком у 2011 році:
Динаміка населення: